# Giải bóng đá Hạng Nhất Quốc gia 2020
Giải bóng đá Hạng Nhất Quốc gia 2020 (tên đầy đủ là Giải bóng đá Hạng Nhất Quốc gia LS 2020 vì lý do tài trợ, còn gọi là LS V.League 2 - 2020) là mùa giải lần thứ 26 của V.League 2. Mùa giải bắt đầu vào ngày 5 tháng 6 năm 2020 và kết thúc ngày 31 tháng 10 năm 2020 với sự tham dự của 12 đội bóng. Do sự bùng phát của COVID-19 nên giải bị hoãn sau vòng 9.

## Thay đổi trước mùa giải

### Thay đổi đội bóng
| Xuống hạng từ V.League 1 - 2019 - Khánh Hòa Thăng hạng từ giải Hạng Nhì 2019 - Bà Rịa – Vũng Tàu | Thăng hạng V.League 1 - 2020 - Hồng Lĩnh Hà Tĩnh Xuống hạng đến giải Hạng Nhì 2020 - Phù Đổng |

## Các đội tham dự

### Các sân vận động và địa điểm
| Đội bóng                    | Địa điểm          | Sân vận động               | Sức chứa |
| --------------------------- | ----------------- | -------------------------- | -------- |
| An Giang                    | An Giang          | Sân vận động An Giang      | 15.200   |
| Bình Phước                  | Đồng Xoài         | Sân vận động Bình Phước    | 10.000   |
| Đắk Lắk                     | Buôn Ma Thuột     | Sân vận động Buôn Ma Thuột | 25.000   |
| Đồng Tháp                   | Cao Lãnh          | Sân vận động Cao Lãnh      | 23.000   |
| Huế                         | Huế               | Sân vận động Tự Do         | 25.000   |
| Xi Măng Fico – YTL Tây Ninh | Tây Ninh          | Sân vận động Tây Ninh      | 15.500   |
| Long An                     | Long An           | Sân vận động Long An       | 19.975   |
| Phố Hiến                    | Hưng Yên          | Sân vận động PVF           | 4.600    |
| Bà Rịa – Vũng Tàu           | Bà Rịa – Vũng Tàu | Sân vận động Bà Rịa        | 15.000   |
| Xổ số kiến thiết Cần Thơ    | Cần Thơ           | Sân vận động Cần Thơ       | 50.000   |
| Bình Định                   | Bình Định         | Sân vận động Quy Nhơn      | 25.000   |
| Khánh Hòa                   | Khánh Hòa         | Sân vận động 19 tháng 8    | 25.000   |

### Thành viên và nhà tài trợ
| Đội bóng                    | Huấn luyện viên  | Đội trưởng       | Nhà sản xuất áo đấu | Nhà tài trợ                                  |
| --------------------------- | ---------------- | ---------------- | ------------------- | -------------------------------------------- |
| An Giang                    | Trịnh Văn Hậu    | Trần Trọng Hiếu  | Egan                |                                              |
| Bà Rịa – Vũng Tàu           | Trần Minh Chiến  | Nguyễn Hải Anh   | Masu                | SCG                                          |
| Bình Định                   | Nguyễn Đức Thắng | Việt Nam         | Kamito              |                                              |
| Bình Phước                  | Võ Quốc Huy      | Nguyễn Vũ Phong  |                     |                                              |
| Đắk Lắk                     | Trương Minh Tiến | Y Thăng Eban     |                     |                                              |
| Đồng Tháp                   | Bùi Văn Đông     | Việt Nam         | Grand Sport         | Đại Học Văn Hiến, XSKT Đồng Tháp, Happy Food |
| Huế                         | Nguyễn Đức Dũng  | Việt Nam         | Adidas              |                                              |
| Long An                     | Ngô Quang Sang   | Việt Nam         | Kappa               | Cảng Long An, Đồng Tâm Long An               |
| Phố Hiến                    | Hứa Hiền Vinh    | Lê Ngọc Bảo      | Grand Sport         | Tân Á Đại Thành, Yanmar                      |
| Khánh Hòa                   | Võ Đình Tân      | Nguyễn Tuấn Mạnh | VNA Sport           | Sanest                                       |
| Xi Măng Fico – YTL Tây Ninh | Nguyễn Đình Hưng | Trương Đình Luật |                     | Xi măng Fico                                 |
| Xổ số kiến thiết Cần Thơ    | Nguyễn Hữu Đang  | Lương Văn Nhàn   | KeepDri             | XSKT Cần Thơ                                 |

## Thay đổi huấn luyện viên
| Đội bóng   | Huấn luyện viên đi | Nguyên nhân | Ngày đi             | Vị trí hiện tại | Huấn luyện viên đến | Ngày đến            |
| ---------- | ------------------ | ----------- | ------------------- | --------------- | ------------------- | ------------------- |
| Bình Phước | Nguyễn Minh Phương | Sa thải     | 29 tháng 6 năm 2020 | Thứ 11          | Nguyễn Minh Dung    | 29 tháng 6 năm 2020 |

## Thể thức thi đấu (thông qua ngày 13/05/2020)
Các câu lạc bộ thi đấu qua 2 giai đoạn theo hình thức thi đấu vòng tròn 1 lượt để tính điểm, xếp hạng:
- Giai đoạn 1: gồm 11 lượt trận. Căn cứ vào thành tích thi đấu để phân nhóm A và B.
- Giai đoạn 2: gồm 5 lượt trận. Các đội được phân thành 2 nhóm 6 đội: nhóm A gồm các CLB xếp hạng từ 1-6, nhóm B gồm các CLB xếp hạng từ 7-12.

Trong các trận đấu, các đội bóng được phép thay tối đa 5 cầu thủ trong 3 lượt thay.

## Bảng xếp hạng

### Giai đoạn 1
| VT | Đội                         | ST | T | H | B | BT | BB | HS  | Đ  | Giành quyền tham dự hoặc xuống hạng |
| -- | --------------------------- | -- | - | - | - | -- | -- | --- | -- | ----------------------------------- |
| 1  | Bà Rịa – Vũng Tàu           | 11 | 7 | 3 | 1 | 17 | 7  | +10 | 24 | Tham dự nhóm A giai đoạn 2          |
| 2  | Khánh Hòa                   | 11 | 6 | 2 | 3 | 17 | 8  | +9  | 20 | Tham dự nhóm A giai đoạn 2          |
| 3  | Bình Định                   | 11 | 6 | 2 | 3 | 16 | 10 | +6  | 20 | Tham dự nhóm A giai đoạn 2          |
| 4  | Phố Hiến                    | 11 | 5 | 5 | 1 | 14 | 9  | +5  | 20 | Tham dự nhóm A giai đoạn 2          |
| 5  | Bình Phước                  | 11 | 5 | 2 | 4 | 10 | 9  | +1  | 17 | Tham dự nhóm A giai đoạn 2          |
| 6  | An Giang                    | 11 | 4 | 3 | 4 | 15 | 12 | +3  | 15 | Tham dự nhóm A giai đoạn 2          |
|    |                             |    |   |   |   |    |    |     |    |                                     |
| 7  | Huế                         | 11 | 4 | 3 | 4 | 13 | 14 | −1  | 15 | Tham dự nhóm B giai đoạn 2          |
| 8  | Xi Măng Fico – YTL Tây Ninh | 11 | 4 | 2 | 5 | 9  | 14 | −5  | 14 | Tham dự nhóm B giai đoạn 2          |
| 9  | Đắk Lắk                     | 11 | 2 | 4 | 5 | 8  | 13 | −5  | 10 | Tham dự nhóm B giai đoạn 2          |
| 10 | Xổ số kiến thiết Cần Thơ    | 11 | 2 | 3 | 6 | 16 | 22 | −6  | 9  | Tham dự nhóm B giai đoạn 2          |
| 11 | Long An                     | 11 | 2 | 3 | 6 | 15 | 12 | +3  | 9  | Tham dự nhóm B giai đoạn 2          |
| 12 | Đồng Tháp                   | 11 | 2 | 2 | 7 | 17 | 26 | −9  | 8  | Tham dự nhóm B giai đoạn 2          |

1. ↑  Các đọi thi đấu vòng tròn 1 lượt (11 trận), trước khi chia làm 2 nhóm (từ 1-6 và từ 7-12) trong 5 vòng đấu cuối.

### Giai đoạn 2

#### Nhóm A
| VT | Đội                 | ST | T  | H | B | BT | BB | HS  | Đ  | Kết quả chung cuộc                     |
| -- | ------------------- | -- | -- | - | - | -- | -- | --- | -- | -------------------------------------- |
| 1  | Bình Định           | 16 | 11 | 2 | 3 | 28 | 12 | +16 | 35 | Vô địch,thăng hạng lên V.League 1 2021 |
| 2  | Bà Rịa Vũng Tàu     | 16 | 9  | 5 | 2 | 20 | 12 | +8  | 32 | Á quân                                 |
| 3  | Sanna Khánh Hòa BVN | 16 | 9  | 3 | 4 | 23 | 11 | +12 | 30 | Hạng 3                                 |
| 4  | Phố Hiến            | 16 | 7  | 5 | 4 | 19 | 11 | +8  | 26 |                                        |
| 5  | Bình Phước          | 16 | 5  | 3 | 8 | 12 | 18 | −6  | 18 |                                        |
| 6  | An Giang            | 16 | 4  | 5 | 7 | 16 | 20 | −4  | 17 |                                        |

#### Nhóm B
| VT | Đội           | ST | T | H | B | BT | BB | HS | Đ  | Xuống hạng                       |
| -- | ------------- | -- | - | - | - | -- | -- | -- | -- | -------------------------------- |
| 7  | Tây Ninh      | 16 | 5 | 5 | 6 | 12 | 18 | −6 | 20 | Thi đấu tại V.League 2 2021      |
| 8  | XSKT Cần Thơ  | 16 | 5 | 4 | 7 | 19 | 24 | −5 | 19 | Thi đấu tại V.League 2 2021      |
| 9  | Bóng đá Huế   | 16 | 4 | 6 | 6 | 14 | 19 | −5 | 18 | Thi đấu tại V.League 2 2021      |
| 10 | Đắk Lắk       | 16 | 3 | 7 | 6 | 14 | 18 | −4 | 16 | Thi đấu tại V.League 2 2021      |
| 11 | Long An       | 16 | 4 | 4 | 8 | 12 | 20 | −8 | 16 | Thi đấu tại V.League 2 2021      |
| 12 | Đồng Tháp (R) | 16 | 4 | 3 | 9 | 23 | 29 | −6 | 15 | Xuống hạng đến Hạng Nhì năm 2021 |

## Kết quả giai đoạn 1

### Tóm tắt kết quả
| Nhà \ Khách                 | AGFC | BRVT | BPFC | BĐFC | HUEFC | LAFC | PHFC | SKHFC | XTNFC | XCTFC | ĐLK | ĐTFC |
| --------------------------- | ---- | ---- | ---- | ---- | ----- | ---- | ---- | ----- | ----- | ----- | --- | ---- |
| An Giang                    |      | 2–2  | 0–1  | 1–1  | 1–2   |      |      | 2–0   | 1–0   |       |     |      |
| Bà Rịa – Vũng Tàu           |      |      |      | 1–0  |       |      | 0–0  |       | 4–0   | 1–1   |     | 3–2  |
| Bình Phước                  |      | 1–0  |      | 0–1  |       | 1–0  |      | 0–1   |       | 3–2   | 0–0 |      |
| Bình Định                   |      |      |      |      | 2–1   | 1–2  |      | 1–1   | 1–0   |       | 4–0 | 2–1  |
| Huế                         |      | 1–3  | 0–1  |      |       |      |      | 1–0   | 0–0   | 2–1   |     |      |
| Long An                     | 0–0  | 0–1  |      |      | 2–1   |      | 0–0  |       |       |       | 0–3 | 1–2  |
| Phố Hiến                    | 2–1  |      | 2–1  | 0–1  | 2–2   |      |      |       |       | 4–2   |     |      |
| Khánh Hòa                   |      | 0–1  |      |      |       | 4–1  | 1–1  |       | 4–0   |       | 2–1 | 3–0  |
| Xi Măng Fico – YTL Tây Ninh |      |      | 1–0  | 3–1  |       | 2–1  | 1–1  |       |       | 2–0   |     |      |
| Xổ số kiến thiết Cần Thơ    | 2–1  |      |      | 3–2  |       | 0–0  | 1–1  | 0–1   |       |       | 1–1 |      |
| Đắk Lắk                     | 1–3  | 0–1  |      |      | 0–0   |      | 0–1  |       | 1–0   |       |     | 1–1  |
| Đồng Tháp                   | 1–3  |      | 2–2  |      | 2–3   |      | 0–1  |       |       | 5–4   |     |      |

### Kết quả chi tiết

#### Vòng 1
| 5 tháng 6 năm 2020 | Đồng Tháp                                                                            | 5–4                                          | Xổ số kiến thiết Cần Thơ | Thành phố Cao Lãnh, Đồng Tháp                                      |  |
| 15:30              | - Nguyễn Công Thành 2', 64', 79' - Trương Huỳnh Anh Khoa 36' - Ngô Đức Thắng 80' 82' | Chi tiết FULL HIGHLIGHTS THĐT 1, Next Sports | - Trần Thanh Long 10' - Huỳnh Kim Hùng 14' - Nguyễn Đức Cường 42' - Huỳnh Tấn Hùng 48' - Phạm Văn Luân 59' - Dương Văn An 70' - Nguyễn Hữu Thắng 75' | Sân vận động: Cao Lãnh Lượng khán giả: 800 Trọng tài: Lê Đức Thuận |  |

| 5 tháng 6 năm 2020 | Phố Hiến                                                        | 2–1                         | Bình Phước             | Văn Giang, Hưng Yên                                                        |  |
| 17:00              | - Lê Ngọc Bảo 45+1' - Lương Văn Hùng 77' - Nguyễn Thành Lộc 87' | Chi tiết HIGHLIGHTS TTTT HD | - Lê Công Huỳnh Anh 6' | Sân vận động: TTĐT trẻ PVF Lượng khán giả: 2.000 Trọng tài: Ngô Mạnh Cường |  |

| 6 tháng 6 năm 2020 | Bình Định                                                                                 | 4–0                                | Đắk Lắk                 | Thành phố Quy Nhơn, Bình Định                                            |  |
| 16:30              | - Nguyễn Hữu Định 40' - Nguyễn Thanh Bình 66' - Nguyễn Huy Tân 73' - Nguyễn Hữu Thắng 76' | Chi tiết HGIGHLIGHTS TTTV, TTTV HD | - Nguyễn Quốc Thanh 14' | Sân vận động: Quy Nhơn Lượng khán giả: 5.000 Trọng tài: Nguyễn Hoàng Anh |  |

| 7 tháng 6 năm 2020 | An Giang          | 1–0                                  | Xi Măng Fico – YTL Tây Ninh | Long Xuyên, An Giang                                                   |  |
| 15:30              | - Võ Văn Công 22' | Chi tiết FULL HIGHLIGHTS Next Sports |                             | Sân vận động: An Giang Lượng khán giả: 2.000 Trọng tài: Nguyễn Văn Tạo |  |

| 7 tháng 6 năm 2020 | Huế                    | 1–3                                  | Bà Rịa – Vũng Tàu                                          | Huế, Thừa Thiên Huế                                                  |  |
| 16:00              | - Lê Ngọc Thiên Ân 87' | Chi tiết FULL HIGHLIGHTS Next Sports | - Lê Minh Bình 35' - Nguyễn Hải Anh 48' - Lê Minh Bình 80' | Sân vận động: Tự Do Lượng khán giả: 5.000 Trọng tài: Khổng Tam Cường |  |

| 7 tháng 6 năm 2020 | Khánh Hòa                                                                       | 4–1                      | Long An              | Nha Trang, Khánh Hòa                                                    |  |
| 17:00              | - Trần Đình Kha 29' - Trần Đình Kha 35' - Phạm Trùm Tỉnh 52' - Lâm Ti Phông 65' | Chi tiết HIGHLIGHTS BĐTV | - Lê Hoàng Dương 58' | Sân vận động: 19 tháng 8 Lượng khán giả: 1.200 Trọng tài: Võ Ngọc Cường |  |

#### Vòng 2
| 11 tháng 6 năm 2020 | Xi Măng Fico – YTL Tây Ninh                                   | 3–1      | Đồng Tháp          | Thành phố Tây Ninh, Tây Ninh                                            |  |
| 16:00               | - Tạ Thái Học 57' - Nguyễn Văn Quý 75' - Nguyễn Thanh Lâm 90' | Chi tiết | - Võ Thanh Hậu 46' | Sân vận động: Tây Ninh Lượng khán giả: 2.000 Trọng tài: Nguyễn Ngọc Nhớ |  |

| 11 tháng 6 năm 2020 | Bình Phước | 0–1                         | Bình Định           | Đồng Xoài, Bình Phước                                                |  |
| 17:00               |            | Chi tiết HIGHLIGHTS TTTT HD | - Vũ Viết Triều 72' | Sân vận động: Bình Phước Lượng khán giả: 500 Trọng tài: Ngô Đắc Tiến |  |

| 12 tháng 6 năm 2020 | Long An | 0–0      | An Giang | Tân An, Long An                                                |  |
| 17:00               |         | Chi tiết |          | Sân vận động: Long An Lượng khán giả: 0 Trọng tài: Đỗ Văn Hiếu |  |

| 13 tháng 6 năm 2020 | Đắk Lắk | 0–0                     | Huế | Buôn Ma Thuột, Đắk Lắk                                                       |  |
| 15:30               |         | Chi tiết HIGHLIGHTS DRT |     | Sân vận động: Buôn Ma Thuột Lượng khán giả: 2.500 Trọng tài: Nguyễn Hữu Tuân |  |

| 13 tháng 6 năm 2020 | Bà Rịa – Vũng Tàu | 0–0                         | Phố Hiến | Thành phố Bà Rịa, Bà Rịa Vũng Tàu                                   |  |
| 17:00               |                   | Chi tiết HIGHLIGHTS TTTT HD |          | Sân vận động: Bà Rịa Lượng khán giả: 6.000 Trọng tài: Nguyễn Tấn Lê |  |

| 13 tháng 6 năm 2020 | Xổ số kiến thiết Cần Thơ | 0–1                      | Khánh Hòa           | Thành phố Cần Thơ, Cần Thơ                                               |  |
| 17:00               |                          | Chi tiết HIGHLIGHTS BĐTV | - Trần Đình Kha 90' | Sân vận động: Cần Thơ Lượng khán giả: 2.000 Trọng tài: Nguyễn Ngọc Khánh |  |

#### Vòng 3
| 17 tháng 6 năm 2020 | Đồng Tháp                                            | 2–2                                    | Bình Phước                               | Thành phố Cao Lãnh, Đồng Tháp                                      |  |
| 15:30               | - Dương Văn Trung 45' (l.n.) - Nguyễn Công Thành 89' | Chi tiết HIGHLIGHTS THĐT 1, Next Sport | - Trần Hoàng Hưng 25' - Huỳnh Văn Ly 66' | Sân vận động: Cao Lãnh Lượng khán giả: 1.500 Trọng tài: Hà Văn Thứ |  |

| 17 tháng 6 năm 2020 | Bình Định             | 1–2                         | Long An                                 | Thành phố Quy Nhơn, Bình Định                                            |  |
| 16:30               | - Nguyễn Hữu Định 61' | Chi tiết HIGHLIGHTS TTTT HD | - Ngô Hoàng Anh 10' - Đinh Văn Hùng 49' | Sân vận động: Quy Nhơn Lượng khán giả: 4.000 Trọng tài: Nguyễn Hoàng Anh |  |

| 18 tháng 6 năm 2020 | Huế | 0–0                                 | Xi Măng Fico – YTL Tây Ninh | Huế, Thừa Thiên Huế                                                 |  |
| 17:00               |     | Chi tiết FULL HIGHLIGHTS Next Sport |                             | Sân vận động: Tự Do Lượng khán giả: 2.000 Trọng tài: Ngô Mạnh Cường |  |

| 19 tháng 6 năm 2020 | An Giang                            | 2–2                                 | Bà Rịa – Vũng Tàu                           | Long Xuyên, An Giang                                                  |  |
| 16:00               | - Võ Đình Lâm 7' - Trần Gia Nam 17' | Chi tiết FULL HIGHLIGHTS Next Sport | - Nguyễn Hải Anh 16' - Nguyễn Văn Giang 22' | Sân vận động: An Giang Lượng khán giả: 2.500 Trọng tài: Trần Ngọc Nhớ |  |

| 19 tháng 6 năm 2020 | Phố Hiến                                                                                  | 4–2                                        | Xổ số kiến thiết Cần Thơ                | Văn Giang, Hưng Yên                                                     |  |
| 17:00               | - Trần Văn Trung 11' - Lê Vũ Quốc Nhật 30' - Nguyễn Khắc Khiêm 38' - Phạm Đức Thông 45+1' | Chi tiết HIGHLIGHTS BĐTV, On Sports - VTC3 | - Dương Văn An 23' - Nguyễn Văn Văn 49' | Sân vận động: TTĐT trẻ PVF Lượng khán giả: 800 Trọng tài: Lê Thanh Tùng |  |

| 19 tháng 6 năm 2020 | Khánh Hòa                                       | 2–1                      | Đắk Lắk              | Nha Trang, Khánh Hòa                           |  |
| 17:00               | - Nguyễn Đoàn Duy Anh 4' - Trần Đình Khương 59' | Chi tiết HIGHLIGHTS TTTV | - Thái Minh Hiếu 15' | Sân vận động: 19 tháng 8 Lượng khán giả: 3.000 |  |

#### Vòng 4
| 23 tháng 6 năm 2020 | Bà Rịa – Vũng Tàu                                           | 3–2                                 | Đồng Tháp                                 | Thành phố Bà Rịa, Bà Rịa Vũng Tàu                                     |  |
| 17:00               | - Quế Ngọc Mạnh 16' - Lê Minh Bình 45+3' - Đào Quốc Gia 79' | Chi tiết FULL HIGHLIGHTS Next Sport | - Nguyễn Công Thành 27' - Ngô Tấn Tài 31' | Sân vận động: Bà Rịa Lượng khán giả: 5.000 Trọng tài: Nguyễn Mạnh Hải |  |

| 23 tháng 6 năm 2020 | Long An                                 | 2–1                 | Huế                   | Tân An, Long An                                                        |  |
| 17:00               | - Trần Hoài Nam 39' - Ngô Hoàng Anh 43' | Chi tiết HIGHLIGHTS | - Nguyễn Văn Sang 62' | Sân vận động: Long An Lượng khán giả: 800 Trọng tài: Nguyễn Ngọc Tưởng |  |

| 24 tháng 6 năm 2020 | Xổ số kiến thiết Cần Thơ                                 | 3–2      | Bình Định                                                       | Thành phố Cần Thơ, Cần Thơ                                         |  |
| 17:00               | - Dương Văn An 7' - Đào Văn Phong 34' - Dương Văn An 64' | Chi tiết | - Phan Đức Lễ 5' - Lê Thanh Phong 13' - Nguyễn Hữu Định 17' 26' | Sân vận động: Cần Thơ Lượng khán giả: 1.000 Trọng tài: Vũ Văn Việt |  |

| 25 tháng 6 năm 2020 | Đắk Lắk                                      | 1–3                     | An Giang                                               | Buôn Ma Thuột, Đắk Lắk                                                  |  |
| 15:30               | - Trương Công Thảo 54' - Danh Lương Thực 80' | Chi tiết HIGHLIGHTS DRT | - Võ Đình Lâm 25' - Bùi Văn Hưng 29' - Võ Văn Công 86' | Sân vận động: Buôn Ma Thuột Lượng khán giả: 500 Trọng tài: Trần Văn Lập |  |

| 25 tháng 6 năm 2020 | Xi Măng Fico – YTL Tây Ninh | 1–1                      | Phố Hiến        | Thành phố Tây Ninh, Tây Ninh                                        |  |
| 16:00               | - Trần Anh Thi 62'          | Chi tiết HIGHLIGHTS TTTV | - Lâm Thuận 13' | Sân vận động: Tây Ninh Lượng khán giả: 800 Trọng tài: Trần Văn Khỏe |  |

| 25 tháng 6 năm 2020 | Bình Phước | 0–1                                        | Khánh Hòa           | Đồng Xoài, Bình Phước                                               |  |
| 17:00               |            | Chi tiết HIGHLIGHTS BĐTV, On Sports - VTC3 | - Võ Út Cường 90+4' | Sân vận động: Bình Phước Lượng khán giả: 600 Trọng tài: Đỗ Văn Hiếu |  |

#### Vòng 5
| 29 tháng 6 năm 2020 | Huế                        | 2–1                                 | Xổ số kiến thiết Cần Thơ | Huế, Thừa Thiên Huế                                              |  |
| 16:00               | - Nguyễn Văn Sang 32', 57' | Chi tiết FULL HIGHLIGHTS Next Sport | - Trần Thanh Long 29'    | Sân vận động: Tự Do Lượng khán giả: 1.500 Trọng tài: Đỗ Văn Hiếu |  |

| 29 tháng 6 năm 2020 | Long An | 0–1                         | Bà Rịa – Vũng Tàu  | Tân An, Long An                                                       |  |
| 17:00               |         | Chi tiết HIGHLIGHTS TTTT HD | - Lê Minh Bình 77' | Sân vận động: Long An Lượng khán giả: 1.000 Trọng tài: Ngô Mạnh Cường |  |

| 30 tháng 6 năm 2020 | Bình Định                                   | 2–1                         | Đồng Tháp               | Thành phố Quy Nhơn, Bình Định                                        |  |
| 16:00               | - Nguyễn Hữu Thắng 55' - Trần Hoàng Sơn 76' | Chi tiết HIGHLIGHTS TTTV HD | - Nguyễn Công Thành 53' | Sân vận động: Quy Nhơn Lượng khán giả: 6.000 Trọng tài: Lê Đức Thuận |  |

| 1 tháng 7 năm 2020 | An Giang | 0–1                                 | Bình Phước                | Long Xuyên, An Giang                                                     |  |
| 15:30              |          | Chi tiết FULL HIGHLIGHTS Next Sport | - Phan Công Quỳnh Anh 49' | Sân vận động: An Giang Lượng khán giả: 3.000 Trọng tài: Nguyễn Hoàng Anh |  |

| 1 tháng 7 năm 2020 | Đắk Lắk                    | 1–0                     | Xi Măng Fico – YTL Tây Ninh | Buôn Ma Thuột, Đắk Lắk                                                                  |  |
| 15:30              | - Lương Thanh Ngọc Lâm 33' | Chi tiết HIGHLIGHTS DRT |                             | Sân vận động: Sân vận động Buôn Ma Thuột Lượng khán giả: 200 Trọng tài: Khổng Tam Cường |  |

| 1 tháng 7 năm 2020 | Khánh Hòa                                 | 1–1                                        | Phố Hiến                             | Nha Trang, Khánh Hòa                                                   |  |
| 17:00              | - Đoàn Công Thành 76' - Vũ Thành Công 90' | Chi tiết HIGHLIGHTS BĐTV, On Sports - VTC3 | - Lâm Thuận 51' - Nguyễn Văn Đạt 86' | Sân vận động: 19 tháng 8 Lượng khán giả: 2.000 Trọng tài: Trần Văn Lập |  |

#### Vòng 6
| 5 tháng 7 năm 2020 | Khánh Hòa                                                                        | 4–0      | Xi Măng Fico – YTL Tây Ninh | Nha Trang, Khánh Hòa                                                  |  |
| 17:00              | - Trần Văn Tùng 30' - Lâm Ti Phông 60' - Phạm Trùm Tỉnh 74' - Huỳnh Nhật Tân 84' | Chi tiết |                             | Sân vận động: 19 tháng 8 Lượng khán giả: 2.000 Trọng tài: Hà Văn Thức |  |

| 5 tháng 7 năm 2020 | Bà Rịa – Vũng Tàu  | 1–0                         | Bình Định | Thành phố Bà Rịa, Bà Rịa Vũng Tàu                                |  |
| 17:00              | - Lê Minh Bình 51' | Chi tiết HIGHLIGHTS TTTT HD |           | Sân vận động: Bà Rịa Lượng khán giả: 5.000 Trọng tài: Lê Vũ Linh |  |

| 6 tháng 7 năm 2020 | Bình Phước            | 1–0      | Long An | Đồng Xoài, Bình Phước                                                     |  |
| 17:00              | - Nguyễn Vũ Phong 17' | Chi tiết |         | Sân vận động: Bình Phước Lượng khán giả: 2.000 Trọng tài: Tăng Hoàng Tuấn |  |

| 7 tháng 7 năm 2020 | Đồng Tháp                                      | 2–3                                         | Huế                                               | Thành phố Cao Lãnh, Đồng Tháp                                           |  |
| 15:30              | - Nguyễn Công Thành 56' - Nguyễn Đồng Tháp 64' | Chi tiết FULL HIGHLIGHTS THDT 1, Next Sport | - Lê Ngọc Thiên Ân 43', 52' - Nguyễn Văn Sang 87' | Sân vận động: Cao Lãnh Lượng khán giả: 1.000 Trọng tài: Nguyễn Hữu Tuấn |  |

| 7 tháng 7 năm 2020 | Phố Hiến                                  | 2–1                                        | An Giang            | Văn Giang, Hưng Yên                                                      |  |
| 17:00              | - Phan Duy Lam 45+2' - Trần Văn Trung 59' | Chi tiết HIGHLIGHTS BĐTV, On Sports - VTC3 | - Hà Kiên Cường 78' | Sân vận động: TTĐT trẻ PVF Lượng khán giả: 700 Trọng tài: Ngô Mạnh Cường |  |

| 7 tháng 7 năm 2020 | Xổ số kiến thiết Cần Thơ | 1–1                      | Đắk Lắk              | Thành phố Cần Thơ, Cần Thơ                                           |  |
| 17:00              | - Trần Hữu Thụ 23'       | Chi tiết HIGHLIGHTS TTTV | - Y Thăng Êban 45+2' | Sân vận động: Cần Thơ Lượng khán giả: 2.000 Trọng tài: Phan Văn Tuấn |  |

#### Vòng 7
| 11 tháng 7 năm 2020 | Bình Phước            | 1–0      | Bà Rịa – Vũng Tàu | Đồng Xoài, Bình Phước                                                  |  |
| 17:00               | - Trần Hoàng Hưng 76' | Chi tiết |                   | Sân vận động: Bình Phước Lượng khán giả: 1.000 Trọng tài: Trần Văn Lập |  |

| 11 tháng 7 năm 2020 | Long An            | 1–2                         | Đồng Tháp                                   | Tân An, Long An                                                        |  |
| 17:00               | - Dương Anh Tú 72' | Chi tiết HIGHLIGHTS TTTT HD | - Nguyễn Công Thành 7' - Bạch Đăng Khoa 57' | Sân vận động: Long An Lượng khán giả: 800 Trọng tài: Nguyễn Ngọc Thắng |  |

| 12 tháng 7 năm 2020 | Đắk Lắk | 0–1                     | Phố Hiến               | Buôn Ma Thuột, Đắk Lắk                                                        |  |
| 15:30               |         | Chi tiết HIGHLIGHTS DRT | - Phạm Đức Thông 90+3' | Sân vận động: Buôn Ma Thuột Lượng khán giả: 1.500 Trọng tài: Nguyễn Hoàng Anh |  |

| 13 tháng 7 năm 2020 | An Giang                             | 2–0                                 | Khánh Hòa | Long Xuyên, An Giang                                                 |  |
| 15:30               | - Võ Văn Công 17' - Bùi Văn Hưng 81' | Chi tiết FULL HIGHLIGHTS Next Sport |           | Sân vận động: An Giang Lượng khán giả: 3.200 Trọng tài: Ngô Đức Việt |  |

| 13 tháng 7 năm 2020 | Xi Măng Fico – YTL Tây Ninh             | 2–0                                        | Xổ số kiến thiết Cần Thơ | Thành phố Tây Ninh, Tây Ninh                                         |  |
| 16:00               | - Trần Anh Thi 45+2' - Bùi Xuân Quý 79' | Chi tiết HIGHLIGHTS BĐTV, On Sports - VTC3 |                          | Sân vận động: Tây Ninh Lượng khán giả: 1.500 Trọng tài: Lê Đức Thuận |  |

| 13 tháng 7 năm 2020 | Bình Định                              | 2–1                      | Huế                   | Quy Nhơn, Bình Định                                                     |  |
| 16:00               | - Lê Thanh Phong 60' - Trần Lê Duy 80' | Chi tiết HIGHLIGHTS TTTV | - Đinh Tuấn Tài 90+5' | Sân vận động: Quy Nhơn Lượng khán giả: 4.000 Trọng tài: Khổng Tam Cường |  |

#### Vòng 8
| 17 tháng 7 năm 2020 | Xi Măng Fico – YTL Tây Ninh | 1–0      | Bình Phước | Thành phố Tây Ninh, Tây Ninh                                          |  |
| 16:00               | - Nguyễn Thanh Lâm 84'      | Chi tiết |            | Sân vận động: Tây Ninh Lượng khán giả: 1.500 Trọng tài: Nguyễn Anh Vũ |  |

| 17 tháng 7 năm 2020 | Bà Rịa – Vũng Tàu     | 1–1                         | Xổ số kiến thiết Cần Thơ | Thành phố Bà Rịa, Bà Rịa Vũng Tàu                                   |  |
| 17:00               | - Đinh Tiến Phong 12' | Chi tiết HIGHLIGHTS TTTT HD | - Nguyễn Đức Cường 69'   | Sân vận động: Bà Rịa Lượng khán giả: 5.500 Trọng tài: Trần Ngọc Nhớ |  |

| 18 tháng 7 năm 2020 | An Giang              | 1–1                                | Bình Định              | Long Xuyên, An Giang                                                 |  |
| 15:30               | - Trần Trọng Hiếu 32' | Chi tiết FULL HIHLIGHTS Next Sport | - Nguyễn Hữu Thắng 46' | Sân vận động: An Giang Lượng khán giả: 2.000 Trọng tài: Ngô Đắc Tiến |  |

| 18 tháng 7 năm 2020 | Đắk Lắk              | 1–1                     | Đồng Tháp              | Buôn Ma Thuột, Đắk Lắk                                                  |  |
| 15:30               | - Thái Minh Hiếu 62' | Chi tiết HIGHLIGHTS DRT | - Nguyễn Duy Khanh 82' | Sân vận động: Buôn Ma Thuột Lượng khán giả: 1.200 Trọng tài: Lê Vũ Linh |  |

| 18 tháng 7 năm 2020 | Long An | 0–0                         | Phố Hiến | Tân An, Long An                                                      |  |
| 17:00               |         | Chi tiết HIGHLIGHTS TTTT HD |          | Sân vận động: Long An Lượng khán giả: 1.000 Trọng tài: Trần Văn Khỏe |  |

| 18 tháng 7 năm 2020 | Huế                   | 1–0                               | Khánh Hòa | Huế, Thừa Thiên Huế                                             |  |
| 17:00               | - Nguyễn Văn Sang 83' | Chi tiết HIGHLIGHTS TTTV, TTTV HD |           | Sân vận động: Tự Do Lượng khán giả: 2.000 Trọng tài: Đỗ Anh Đức |  |

#### Vòng 9
| 23 tháng 7 năm 2020 | Bình Định            | 1–0                         | Xi Măng Fico – YTL Tây Ninh | Thành phố Quy Nhơn, Bình Định                                             |  |
| 16:30               | - Trần Hoàng Sơn 11' | Chi tiết HIGHLIGHTS TTTT HD |                             | Sân vận động: Quy Nhơn Lượng khán giả: 2.500 Trọng tài: Nguyễn Ngọc Thắng |  |

| 23 tháng 7 năm 2020 | Bình Phước | 0–0                                          | Đắk Lắk | Đồng Xoài, Bình Phước                                                    |  |
| 17:00               |            | Chi tiết FULL HIGHLIGHTS Next Sport, OnSport |         | Sân vận động: Bình Phước Lượng khán giả: 700 Trọng tài: Nguyễn Ngọc Tùng |  |

| 24 tháng 7 năm 2020 | Xổ số kiến thiết Cần Thơ | 0–0      | Long An | Thành phố Cần Thơ, Cần Thơ                                          |  |
| 17:00               |                          | Chi tiết |         | Sân vận động: Cần Thơ Lượng khán giả: 1.000 Trọng tài: Trần Văn Lập |  |

| 25 tháng 7 năm 2020 | Đồng Tháp                 | 1–3                                         | An Giang                                                    | Thành phố Cao Lãnh, Đồng Tháp                                            |  |
| 15:30               | - Nguyễn Công Thành 90+3' | Chi tiết FULL HIGHLIGHTS THĐT 1, Next Sport | - Nguyễn Sỹ Tú 20' - Nguyễn Văn Trọng 36' - Võ Văn Công 47' | Sân vận động: Cao Lãnh Lượng khán giả: 1.000 Trọng tài: Nguyễn Hoàng Anh |  |

| 25 tháng 7 năm 2020 | Phố Hiến                                   | 2–2                               | Huế                                    | Văn Giang, Hưng Yên                                                     |  |
| 17:00               | - Lê Vũ Quốc Nhật 86' - Nguyễn Văn Đạt 90' | Chi tiết HIGHLIGHTS TTTV, TTTV HD | - Hồ Thanh Minh 45' - Lưu Công Sơn 68' | Sân vận động: TTĐT trẻ PVF Lượng khán giả: 2.000 Trọng tài: Hà Văn Thức |  |

| 25 tháng 7 năm 2020 | Khánh Hòa | 0–1                                                 | Bà Rịa – Vũng Tàu      | Nha Trang, Khánh Hòa                                                 |  |
| 17:00               |           | Chi tiết HIGHLIGHTS BĐTV, BĐTV HD, On Sports - VTC3 | - Nguyễn Ngọc Hùng 16' | Sân vận động: 19 tháng 8 Lượng khán giả: 1,000 Trọng tài: Lê Vũ Linh |  |

#### Vòng 10
| 25 tháng 9 năm 2020 | Đồng Tháp | 0–1                                         | Phố Hiến             | Thành phố Cao Lãnh, Đồng Tháp                                             |  |
| 15:30               |           | Chi tiết FULL HIGHLIGHTS THĐT 1, Next Spots | - Nguyễn Văn Đạt 54' | Sân vận động: Cao Lãnh Lượng khán giả: 2.000 Trọng tài: Nguyễn Ngọc Thắng |  |

| 25 tháng 9 năm 2020 | Bình Phước                                                   | 3–2                      | Xổ số kiến thiết Cần Thơ          | Đồng Xoài, Bình Phước                                                 |  |
| 15:30               | - Huỳnh Văn Ly 7' (ph.đ.), 17' (ph.đ.) - Nguyễn Văn Vinh 19' | Chi tiết HIGHLIGHTS BPTV | - Nguyễn Văn Văn 44' (ph.đ.), 47' | Sân vận động: Bình Phước Lượng khán giả: 200 Trọng tài: Trần Ngọc Nhớ |  |

| 25 tháng 9 năm 2020 | Bà Rịa – Vũng Tàu                                                             | 4–0                         | Xi Măng Fico – YTL Tây Ninh | Thành phố Bà Rịa, Bà Rịa Vũng Tàu                                |  |
| 15:30               | - Nguyễn Ngọc Hùng 5' - Ngọc Tỉnh 20' - Chu Văn Kiên 65' - Trần Hữu Thắng 85' | Chi tiết HIGHLIGHTS TTTT HD |                             | Sân vận động: Bà Rịa Lượng khán giả: 1.500 Trọng tài: Lê Vũ Linh |  |

| 25 tháng 9 năm 2020 | An Giang           | 1–2      | Huế                  | Long Xuyên, An Giang                                                  |  |
| 15:30               | - Bùi Văn Hưng 90' | Chi tiết | - Trần Thành 4', 78' | Sân vận động: An Giang Lượng khán giả: 1,000 Trọng tài: Trần Văn Khỏe |  |

| 25 tháng 9 năm 2020 | Bình Định             | 1–1                      | Khánh Hòa             | Quy Nhơn, Bình Định                                                     |  |
| 15:30               | - Nguyễn Hữu Thắng 2' | Chi tiết HIGHLIGHTS BĐTV | - Trần Đình Kha 90+3' | Sân vận động: Quy Nhơn Lượng khán giả: 2.000 Trọng tài: Khổng Tam Cường |  |

| 25 tháng 9 năm 2020 | Long An | 0–3                      | Đắk Lắk                                        | Tân An, Long An                                                   |  |
| 15:30               |         | Chi tiết HIGHLIGHTS TTTV | - Trần Minh Hiếu 47' - Lê Văn Nam 61' - Hổ 67' | Sân vận động: Long An Lượng khán giả: 500 Trọng tài: Lê Đức Thuận |  |

#### Vòng 11
| 30 tháng 9 năm 2020 | Phố Hiến | 0–1                               | Bình Định           | Văn Giang, Hưng Yên                                                         |  |
| 15:30               |          | Chi tiết HIGHLIGHTS BĐTV, BĐTV HD | - Lê Thanh Bình 65' | Sân vận động: TTĐT trẻ PVF Lượng khán giả: 800 Trọng tài: Nguyễn Phương Nam |  |

| 30 tháng 9 năm 2020 | Khánh Hòa                                                         | 3–0                         | Đồng Tháp | Nha Trang, Khánh Hòa                                                 |  |
| 15:30               | - Nguyễn Tấn Điền 30' - Nguyễn Thành Nhân 62' - Trần Văn Tùng 67' | Chi tiết HIGHLIGHTS TTTT HD |           | Sân vận động: 19 tháng 8 Lượng khán giả: 1.000 Trọng tài: Lê Vũ Linh |  |

| 30 tháng 9 năm 2020 | Đắk Lắk | 0–1                     | Bà Rịa – Vũng Tàu      | Buôn Ma Thuột, Đắk Lắk                                                                |  |
| 15:30               |         | Chi tiết HIGHLIGHTS DRT | - Nguyễn Trung Tín 82' | Sân vận động: Sân vận động Buôn Ma Thuột Lượng khán giả: 400 Trọng tài: Nguyễn Anh Vũ |  |

| 30 tháng 9 năm 2020 | Huế | 0–1                                            | Bình Phước    | Huế, Thừa Thiên Huế                                               |  |
| 15:30               |     | Chi tiết FULL HIGHLIGHTS Next Sport, VPF Media | - Huy Tín 84' | Sân vận động: Tự Do Lượng khán giả: 1.500 Trọng tài: Trần Văn Lập |  |

| 30 tháng 9 năm 2020 | Xi Măng Fico – YTL Tây Ninh          | 2–1      | Long An             | Thành phố Tây Ninh, Tây Ninh                                          |  |
| 15:30               | - Lương Văn Kì 79' - Tạ Thái Học 81' | Chi tiết | - Đoàn Hải Quân 26' | Sân vận động: Tây Ninh Lượng khán giả: 1.500 Trọng tài: Trần Ngọc Nhớ |  |

| 30 tháng 9 năm 2020 | Xổ số kiến thiết Cần Thơ         | 1–2                                  | An Giang           | Thành phố Cần Thơ, Cần Thơ                                               |  |
| 15:30               | - Nguyễn Văn Đô 5' - Hoài An 89' | Chi tiết HIGHLIGHTS On Sports - VTC3 | - Nguyễn Sỹ Tú 85' | Sân vận động: Cần Thơ Lượng khán giả: 1.500 Trọng tài: Nguyễn Ngọc Thắng |  |

## Kết quả giai đoạn 2

### Tóm tắt kết quả

#### Nhóm A
| Nhà \ Khách       | AGFC | BRVT | BPFC | BĐFC | PHFC | SKHFC |
| ----------------- | ---- | ---- | ---- | ---- | ---- | ----- |
| An Giang          |      | 0–0  |      |      | 0–3  |       |
| Bà Rịa – Vũng Tàu |      |      | 2–1  | 0–4  |      | 1–1   |
| Bình Phước        | 0–0  |      |      |      |      | 0–1   |
| Bình Định         | 2–0  |      | 4–1  |      | 1–0  |       |
| Phố Hiến          |      | 0–1  | 2–0  |      |      |       |
| Khánh Hòa         | 3–1  |      |      | 1–2  | 1–0  |       |

#### Nhóm B
| Nhà \ Khách                 | HUEFC | LAFC | XTNFC | XCTFC | ĐLK | ĐTFC |
| --------------------------- | ----- | ---- | ----- | ----- | --- | ---- |
| Huế                         |       | 0–0  | 2–2   |       | 1–1 |      |
| Long An                     |       |      | 3–1   |       |     | 1–0  |
| Xi Măng Fico – YTL Tây Ninh |       |      |       | 0–0   | 1–1 | 1–0  |
| Xổ số kiến thiết Cần Thơ    | 1–0   | 2–1  |       |       |     |      |
| Đắk Lắk                     |       | 2–1  |       | 0–1   |     | 2–2  |
| Đồng Tháp                   | 3–0   |      |       | 1–0   |     |      |

### Kết quả chi tiết
- Câu lạc bộ xếp hạng 1 đến 6 ở giai đoạn 1 sẽ mang mã số tương ứng từ 1 đến 6 và thi đấu ở nhóm A.
- Câu lạc bộ xếp hạng 7 đến 12 ở giai đoạn 1 sẽ mang mã số tương ứng từ 7 đến 12 và thi đấu ở nhóm B.

#### Nhóm A
- Các câu lạc bộ mang mã số từ 1-3 sẽ được thi đấu được thi đấu 3 trận sân nhà và 2 trận sân khách.

##### Vòng 1
| 8 tháng 10 năm 2020 | Bình Định | 2–0                         | An Giang | Quy Nhơn, Bình Định    |  |
| 16:30               |           | Chi tiết HIGHLIGHTS TTTT HD |          | Sân vận động: Quy Nhơn |  |

| 8 tháng 10 năm 2020 | Bà Rịa – Vũng Tàu | 2–1                               | Bình Phước | Thành phố Bà Rịa, Bà Rịa Vũng Tàu |  |
| 17:00               |                   | Chi tiết HIGHLIGHTS TTTV, TTTV HD |            | Sân vận động: Bà Rịa              |  |

| 8 tháng 10 năm 2020 | Khánh Hòa | 1–0                               | Phố Hiến | Nha Trang, Khánh Hòa     |  |
| 17:00               |           | Chi tiết HIGHLIGHTS BĐTV, BĐTV HD |          | Sân vận động: 19 tháng 8 |  |

##### Vòng 2
| 13 tháng 10 năm 2020 | Bình Định | 4–1                      | Bình Phước | Quy Nhơn, Bình Định    |  |
| 17:00                |           | Chi tiết FULL HIGHLIGHTS |            | Sân vận động: Quy Nhơn |  |

| 13 tháng 10 năm 2020 | Khánh Hòa | 3–1                      | An Giang | Nha Trang, Khánh Hòa     |  |
| 17:00                |           | Chi tiết FULL HIGHLIGHTS |          | Sân vận động: 19 tháng 8 |  |

| 13 tháng 10 năm 2020 | Phố Hiến | 0–1                      | Bà Rịa – Vũng Tàu | Văn Giang, Hưng Yên        |  |
| 17:00                |          | Chi tiết FULL HIGHLIGHTS |                   | Sân vận động: TTĐT trẻ PVF |  |

##### Vòng 3
| 18 tháng 10 năm 2020 | An Giang | 0–3                      | Phố Hiến | Long Xuyên, An Giang   |  |
| 15:30                |          | Chi tiết FULL HIGHLIGHTS |          | Sân vận động: An Giang |  |

| 18 tháng 10 năm 2020 | Bà Rịa – Vũng Tàu | 0–4                      | Bình Định | Thành phố Bà Rịa, Bà Rịa Vũng Tàu |  |
| 17:00                |                   | Chi tiết FULL HIGHLIGHTS |           | Sân vận động: Bà Rịa              |  |

| 18 tháng 10 năm 2020 | Bình Phước | 0–1                      | Khánh Hòa | Đồng Xoài, Bình Phước    |  |
| 17:00                |            | Chi tiết FULL HIGHLIGHTS |           | Sân vận động: Bình Phước |  |

##### Vòng 4
| 24 tháng 10 năm 2020 | Khánh Hòa | 1–2                      | Bình Định | Nha Trang, Khánh Hòa     |  |
| 15:30                |           | Chi tiết FULL HIGHLIGHTS |           | Sân vận động: 19 tháng 8 |  |

| 24 tháng 10 năm 2020 | An Giang | 0–0                      | Bà Rịa – Vũng Tàu | Long Xuyên, An Giang   |  |
| 15:30                |          | Chi tiết FULL HIGHLIGHTS |                   | Sân vận động: An Giang |  |

| 24 tháng 10 năm 2020 | Phố Hiến | 2–0                      | Bình Phước | Văn Giang, Hưng Yên        |  |
| 17:00                |          | Chi tiết FULL HIGHLIGHTS |            | Sân vận động: TTĐT trẻ PVF |  |

##### Vòng 5
| 31 tháng 10 năm 2020 | Bà Rịa – Vũng Tàu | 1–1                      | Khánh Hòa | Thành phố Bà Rịa, Bà Rịa Vũng Tàu |  |
| 16:00                |                   | Chi tiết FULL HIGHLIGHTS |           | Sân vận động: Bà Rịa              |  |

| 31 tháng 10 năm 2020 | Bình Định | 1–0                      | Phố Hiến | Quy Nhơn, Bình Định    |  |
| 16:00                |           | Chi tiết FULL HIGHLIGHTS |          | Sân vận động: Quy Nhơn |  |

| 31 tháng 10 năm 2020 | Bình Phước | 0–0                      | An Giang | Đồng Xoài, Bình Phước    |  |
| 16:00                |            | Chi tiết FULL HIGHLIGHTS |          | Sân vận động: Bình Phước |  |

#### Nhóm B
- Các câu lạc bộ mang mã số từ 7-9 sẽ được thi đấu được thi đấu 3 trận sân nhà và 2 trận sân khách.

##### Vòng 1
| 9 tháng 10 năm 2020 | Đắk Lắk | 2–2                     | Đồng Tháp | Buôn Ma Thuột, Đắk Lắk      |  |
| 15:30               |         | Chi tiết HIGHLIGHTS DRT |           | Sân vận động: Buôn Ma Thuột |  |

| 9 tháng 10 năm 2020 | Xi Măng Fico – YTL Tây Ninh | 0–0      | Xổ số kiến thiết Cần Thơ | Đồng Xoài, Bình Phước  |  |
| 16:00               |                             | Chi tiết |                          | Sân vận động: Tây Ninh |  |

| 17 tháng 10 năm 2020 | Huế | 0–0      | Long An | Thành phố Cần Thơ, Cần Thơ |  |
| 16:00                |     | Chi tiết |         | Sân vận động: Cần Thơ      |  |

##### Vòng 2
| 14 tháng 10 năm 2020 | Đắk Lắk | 2–1                      | Long An | Buôn Ma Thuột, Đắk Lắk      |  |
| 15:30                |         | Chi tiết FULL HIGHLIGHTS |         | Sân vận động: Buôn Ma Thuột |  |

| 14 tháng 10 năm 2020 | Xi Măng Fico – YTL Tây Ninh | 1–0                      | Đồng Tháp | Thành phố Tây Ninh, Tây Ninh |  |
| 16:00                |                             | Chi tiết FULL HIGHLIGHTS |           | Sân vận động: Tây Ninh       |  |

| 14 tháng 10 năm 2020 | Xổ số kiến thiết Cần Thơ | 1–0                      | Huế | Thành phố Cần Thơ, Cần Thơ |  |
| 17:00                |                          | Chi tiết FULL HIGHLIGHTS |     | Sân vận động: Cần Thơ      |  |

##### Vòng 3
| 21 tháng 10 năm 2020 | Huế | 1–1                      | Đắk Lắk | Thành phố Huế,Thừa Thiên Huế |  |
| 15:00                |     | Chi tiết FULL HIGHLIGHTS |         | Sân vận động: Huế            |  |

| 21 tháng 10 năm 2020 | Đồng Tháp | 1–0                      | Xổ số kiến thiết Cần Thơ | Thành phố Cao Lãnh,Đồng Tháp |  |
| 15:30                |           | Chi tiết FULL HIGHLIGHTS |                          | Sân vận động: Đồng Tháp      |  |

| 21 tháng 10 năm 2020 | Long An | 3–1                      | Xi Măng Fico – YTL Tây Ninh | Thành phố Tân An,Long An |  |
| 17:00                |         | Chi tiết FULL HIGHLIGHTS |                             | Sân vận động: Long An    |  |

##### Vòng 4
| 25 tháng 10 năm 2020 | Xi Măng Fico – YTL Tây Ninh | 1–1                      | Đắk Lắk | Thành phố Tây Ninh,Tây Ninh |  |
| 15:30                |                             | Chi tiết FULL HIGHLIGHTS |         | Sân vận động: Tây Ninh      |  |

| 25 tháng 10 năm 2020 | Xổ số kiến thiết Cần Thơ | 2–1                      | Long An | Cái Khế,Cần Thơ       |  |
| 15:30                |                          | Chi tiết FULL HIGHLIGHTS |         | Sân vận động: Cần Thơ |  |

| 25 tháng 10 năm 2020 | Đồng Tháp | 3–0                      | Huế | Thành phố Cao Lãnh,Đồng Tháp |  |
| 15:30                |           | Chi tiết FULL HIGHLIGHTS |     | Sân vận động: Đồng Tháp      |  |

##### Vòng 5
| 30 tháng 10 năm 2020 | Huế | 2–2                      | Xi Măng Fico – YTL Tây Ninh | Thành phố Huế,Thừa Thiên Huế |  |
| 15:30                |     | Chi tiết FULL HIGHLIGHTS |                             | Sân vận động: Huế            |  |

| 30 tháng 10 năm 2020 | Đắk Lắk | 0–1                      | Xổ số kiến thiết Cần Thơ | Buôn Ma Thuật,Đắk Lắk |  |
| 15:30                |         | Chi tiết FULL HIGHLIGHTS |                          | Sân vận động: Đắk Lắk |  |

| 30 tháng 10 năm 2020 | Long An | 1–0                      | Đồng Tháp | Thành phố Tân An,Long An |  |
| 15:30                |         | Chi tiết FULL HIGHLIGHTS |           | Sân vận động: Long An    |  |

## Vị trí các đội qua các vòng đấu
Bảng này liệt kê các vị trí của các đội sau mỗi tuần trận đấu. Để duy trì sự tiến hóa theo thời gian, bất kỳ trận đấu bị hoãn nào cũng không được đưa vào vòng mà chúng được lên lịch ban đầu, nhưng được thêm vào vòng đầy đủ mà chúng được chơi ngay sau đó. Ví dụ: nếu một trận đấu được lên lịch cho ngày 5, nhưng sau đó bị hoãn và diễn ra trong khoảng thời gian từ ngày 8 đến 9, thì trận đấu sẽ được thêm vào bảng xếp hạng cho ngày 16.
| Đội ╲ Vòng      | 1        | 2  | 3  | 4  | 5  | 6  | 7  | 8  | 9  | 10 | 11 |   |
| --------------- | -------- | -- | -- | -- | -- | -- | -- | -- | -- | -- | -- | - |
| Đội ╲ Vòng      | An Giang | 6  | 5  | 5  | 4  | 5  | 5  | 5  | 5  | 5  | 5  | 6 |
| Bà Rịa Vũng Tàu | 3        | 3  | 4  | 2  | 2  | 2  | 3  | 3  | 1  | 1  | 1  |   |
| Bình Định       | 1        | 1  | 3  | 6  | 3  | 4  | 4  | 4  | 4  | 4  | 3  |   |
| Bình Phước      | 8        | 12 | 10 | 11 | 9  | 7  | 6  | 8  | 7  | 7  | 5  |   |
| Đắk Lắk         | 12       | 10 | 11 | 12 | 11 | 10 | 11 | 11 | 11 | 9  | 9  |   |
| Đồng Tháp       | 4        | 7  | 7  | 8  | 10 | 11 | 9  | 9  | 10 | 11 | 12 |   |
| Huế             | 10       | 8  | 9  | 10 | 8  | 6  | 7  | 6  | 6  | 6  | 7  |   |
| Long An         | 11       | 9  | 8  | 5  | 6  | 8  | 10 | 10 | 9  | 10 | 11 |   |
| Phố Hiến        | 5        | 4  | 2  | 3  | 4  | 3  | 2  | 2  | 2  | 2  | 4  |   |
| Sanna Khánh Hòa | 2        | 2  | 1  | 1  | 1  | 1  | 1  | 1  | 3  | 3  | 2  |   |
| Tây Ninh        | 9        | 6  | 6  | 7  | 7  | 9  | 8  | 7  | 8  | 8  | 8  |   |
| XSKT Cần Thơ    | 7        | 11 | 12 | 9  | 12 | 12 | 12 | 12 | 12 | 12 | 10 |   |

|  | Vào nhóm A |
|  | Vào nhóm B |

| Đội ╲ Vòng      | 12       | 13 | 14 | 15 | 16 |   |
| --------------- | -------- | -- | -- | -- | -- | - |
| Đội ╲ Vòng      | An Giang | 6  | 6  | 6  | 6  | 6 |
| Bà Rịa Vũng Tàu | 1        | 1  | 1  | 2  | 2  |   |
| Bình Định       | 3        | 3  | 2  | 1  | 1  |   |
| Bình Phước      | 5        | 5  | 5  | 5  | 5  |   |
| Phố Hiến        | 4        | 4  | 4  | 4  | 4  |   |
| Sanna Khánh Hòa | 2        | 2  | 3  | 3  | 3  |   |

|  | Vô địch; Thăng hạng lên V.League 1 2021 |

| Đội ╲ Vòng   | 12      | 13 | 14 | 15 | 16 |    |
| ------------ | ------- | -- | -- | -- | -- | -- |
| Đội ╲ Vòng   | Đắk Lắk | 9  | 9  | 9  | 9  | 10 |
| Đồng Tháp    | 12      | 12 | 12 | 11 | 12 |    |
| Bóng đá Huế  | 7       | 8  | 8  | 8  | 9  |    |
| Long An      | 11      | 11 | 11 | 12 | 11 |    |
| Tây Ninh     | 8       | 7  | 7  | 7  | 7  |    |
| XSKT Cần Thơ | 10      | 10 | 10 | 10 | 8  |    |

|  | Xuống hạng Giải hạng Nhì 2021 |

## Tiến trình mùa giải
| Đội ╲ Vòng      | 1 | 2 | 3 | 4 | 5 | 6 | 7 | 8 | 9 | 10 | 11 | 12 | 13 | 14 | 15 | 16 |
| --------------- | - | - | - | - | - | - | - | - | - | -- | -- | -- | -- | -- | -- | -- |
| An Giang        | W | D | D | W | L | L | W | D | W | L  | L  | L  | L  | L  | D  | D  |
| Bình Định       | W | W | L | L | W | L | W | D | W | D  | W  | W  | W  | W  | W  | W  |
| Bà Rịa Vũng Tàu | W | D | D | W | W | W | L | D | W | W  | W  | W  | W  | L  | D  | D  |
| Bình Phước      | L | L | D | L | W | W | W | L | D | W  | W  | L  | L  | L  | L  | D  |
| Cần Thơ         | L | L | L | W | L | D | L | D | D | L  | W  | D  | W  | L  | W  | W  |
| Đắk Lắk         | L | D | L | L | W | D | L | D | D | W  | L  | D  | W  | D  | D  | L  |
| Đồng Tháp       | W | L | D | L | L | L | W | D | L | L  | L  | D  | L  | W  | W  | L  |
| Huế             | L | D | D | L | W | W | L | W | D | W  | L  | L  | D  | D  | L  | D  |
| Long An         | L | D | W | W | L | L | L | D | D | L  | L  | L  | D  | W  | L  | W  |
| Phố Hiến        | W | D | W | D | D | W | W | D | D | W  | L  | L  | L  | W  | W  | L  |
| Sanna Khánh Hòa | W | W | W | W | D | W | L | L | L | D  | W  | W  | W  | W  | L  | D  |
| Tây Ninh        | L | W | D | D | L | L | W | W | L | L  | W  | D  | W  | L  | D  | D  |

## Tốp ghi bàn
Tính đến 26 tháng 10 năm 2020.
| Xếp hạng | Cầu thủ           | Câu lạc bộ      | Số bàn thắng |
| -------- | ----------------- | --------------- | ------------ |
| 1        | Nguyễn Công Thành | Đồng Tháp       | 12           |
| 2        | Lê Thanh Bình     | Bình Định       | 6            |
| 2        | Nguyễn Hữu Thắng  | Bình Định       | 6            |
| 4        | Lê Minh Bình      | Bà Rịa Vũng Tàu | 5            |
| 4        | Nguyễn Văn Sang   | Huế             | 5            |
| 4        | Trần Đình Kha     | Sanna Khánh Hòa | 5            |
| 4        | Trần Văn Tùng     | Sanna Khánh Hòa | 5            |
| 8        | Võ Văn Công       | An Giang        | 4            |
| 8        | Trần Hoàng Sơn    | Bình Định       | 4            |
| 8        | Ngô Hoàng Anh     | Long An         | 4            |
| 8        | Nguyễn Khắc Khiêm | Phố Hiến        | 4            |